# Taeniophallus bilineatus
Espèce
Synonymes
- Enicognathus bilineatus Fischer, 1885
- Rhadinaea bilineata (Fischer, 1885)
- Echinanthera bilineata (Fischer, 1885)

Taeniophallus bilineatus  est une espèce de serpents de la famille des Dipsadidae.

## Répartition
Cette espèce est endémique du Brésil. Elle se rencontre dans les États du Minas Gerais, de Rio de Janeiro, de São Paulo, du Paraná, de Santa Catarina, d'Espirito Santo et de Rio Grande do Sul.

## Publication originale
- Fischer, 1885 : Ichthyologische und herpetologische Bemerkungen. V. Herpetologische Bemerkungen. Jahrbuch der Hamburgischen Wissenschaftlichen Anstalten, vol. 2, p. 82-121 (texte intégral).